# Arkadiusz Detmer
Arkadiusz Detmer (ur. 9 marca 1973 w Gdańsku) – polski aktor filmowy, telewizyjny i teatralny. W 1997 ukończył studia na PWST w Krakowie (dyplom otrzymał w 2000 roku).

## Życie prywatne
Mąż aktorki Gabrieli Czyżewskiej.

## Filmografia
- od 2022: 48h. Zaginieni[3]
- 2019: Korona królów jako Przedbór z Brzezia
- 2017: Pierwsza miłość jako Zbigniew, sąsiad Domańskich
- 2017: Ojciec Mateusz jako Roman Kaziuk (odc. 222)
- 2016: Wmiksowani.pl jako Chińczyk
- 2015: Git jako Młody
- 2015: Przypadki Cezarego P. jako złodziej przebrany za księdza (odc. 10)
- 2014: Ojciec Mateusz jako porywacz (odc. 155)
- 2012: Krew z krwi jako Darek (odc. 3 i 4)
- 2012: Paradoks jako lekarz (odc. 5)
- 2012: Prawo Agaty jako Woźniak, adwokat szefa Elżbiety (odc. 18)
- 2011: Ojciec Mateusz jako Paweł Kraska, zięć Leona (odc. 77)
- 2011: Usta usta jako Karol, podwładny Krzysztofa (odc. 28)
- 2011: Komisarz Alex jako sprzedawca w sklepie „U Kopieckiej” (odc. 10)
- 2011: Szpilki na Giewoncie jako kontroler sanepidu
- 2010: Hotel 52 jako Dawid, szef kuchni (odc. 3 i 4)
- 2010: Mała matura 1947 jako kapral MO
- 2010: 1920. Wojna i miłość jako chorąży Serafin
- 2010: Chichot losu jako Igor Szewczyk, pracownik firmy Santarelli (odc. 1)
- 2009: Sprawiedliwi jako żołnierz Stefana
- 2008: Pitbull jako dyżurny na Dworcu Centralnym (odc. 23)
- 2008: Trzeci oficer jako chorąży Sławomir Czerniak (odc. 2, 3 i 6)
- 2008–2009: Czas honoru jako Mosler
- 2006: Fałszerze – powrót Sfory jako konwojent Bublewicza
- 2006: Job, czyli ostatnia szara komórka jako Łukasz z „Symetrii”
- 2005, 2007: Biuro kryminalne jako Robert Stachurski
- 2005, 2007: Warto kochać jako Wojciech Czarkowski, nowy dyrektor browaru w Rajsku
- 2005: Parę osób, mały czas jako Tadeusz Sobolewski
- 2005: Skazany na bluesa
- 2004–2007: Kryminalni jako Konrad Kosma (odc. 10, 72 i 73)
- 2003: Symetria jako Łukasz Machnacki
- 2003: Glina jako tajniak w hotelu (odc. 1)
- 2003: Bao-Bab, czyli zielono mi jako fotoreporter Jurek Mazurek (odc. 2)
- 2002: Sfora jako interesant w willi Starewicza
- 2001: Marszałek Piłsudski
- 2000: Twarze i maski jako chłopak z bandy osiedlowej
- 1999: Pierwszy milion jako Stefan
- 1998: 13 posterunek jako diler narkotyków (odc. 27)